# Urocissa ornata
La urraca cingalesa (Urocissa ornata) también conocida como urraca azul de Ceilán, es una especie de ave paseriforme de la familia Corvidae. Es endémica de la isla de Sri Lanka. Es en gran parte carnívora, comiendo pequeñas ranas, lagartijas, insectos y otros invertebrados, pero también come fruta. En Sri Lanka es conocida como Kehibella (කැහිබෙල්ලා) en cingalés. Está amenazada debido a la pérdida de hábitat.

## Descripción
Es aproximadamente del mismo tamaño que la urraca común, entre 42 y 47 cm de longitud. Los adultos son de color azul con la cabeza y las alas de color castaño y tiene una larga cola con las puntas blancas. Las patas y el pico son de color rojo. Las aves  juveniles son una versión más apagada del adulto.